# ولی بند (ویرجینیای غربی)
ولی بند(به انگلیسی: Valley Bend) شهری در ایالت ویرجینیای غربی کشور ایالات متحده آمریکا است که جمعیت آن در سرشماری سال ۲۰۱۰ میلادی، ۴۸۵ نفر بوده‌است.